# 황종률 (정치인)
황종률(黃鍾律, 1909년 9월 3일~1972년 1월 21일)은 대한민국의 정치인이다. 일제강점기 조선에서 경제관료로 일했으며 제8대 국회의원을 지냈다.

## 생애
한성부 출신이다. 일본에 유학하여 규슈 제국대학 법문학부를 졸업하였고, 만주국 대동학원을 거친 뒤 뒤 만주국에서 관리로 근무했다. 직책은 만주국 경제부 금융사의 금융과 사무관으로, 경제 분야 관료였다.
태평양 전쟁 종전으로 만주국이 소멸하자 미 군정 지역으로 들어왔다. 연희대학교 교수를 잠시 지내다가, 다시 경제 관료로 복귀했다. 제3공화국에서 대한민국 재무부와 대한민국 체신부 장관을 역임하였다. 1970년 금융통화운영위원으로 활동하고, 1971년에 민주공화당 비례대표로 제8대 국회의원에 선출되었으나, 국회의원 임기 중 사망하였다.
민족문제연구소가 2008년에 발표한 친일인명사전 수록예정자 명단 중 해외 부문에 선정되었다.

## 약력
- 1935년 : 규슈 제국대학 법문학부 졸업
- 만주국 경제부 사무관
- 1945년 : 연희대학교 교수
- 1947년 : 주 일본 공관장
- 1952년 : 외자구매처장 겸 외자관리청장
- 1959년 : 동국대학교 법정대학 교수
- 1960년 ~ 1961년 : 충청북도지사
- 1963년 : 재무부 장관
- 1966년 : 경제과학심의회의 상임위원
- 1966년 ~ 1967년 : 무임소 장관
- 1967년 : 체신부 장관
- 1968년 : 재무부 장관
- 1971년 ~ 1972년 : 제8대 국회의원 (민주공화당)

## 역대 선거 결과
| 실시년도 | 선거  | 대수 | 직책     | 선거구 | 정당       | 득표수      | 득표율         | 순위       | 당락 | 비고 |
| -------- | ----- | ---- | -------- | ------ | ---------- | ----------- | -------------- | ---------- | ---- | ---- |
| 1971년   | 총선  | 8대  | 국회의원 | 전국구 | 민주공화당 | 6,254,921표 | \| \| 48.8% \| | 전국구 7번 |      | 초선 |
|          | 48.8% |      |          |        |            |             |                |            |      |      |

## 참고 자료
- 황종률(黃鍾律) -  한국행정연구원
- 황종률(黃鍾律) - 국사편찬위원회